# Nazionale di atletica leggera della Polonia
La nazionale di atletica leggera della Polonia è la rappresentativa della Polonia nelle competizioni internazionali di atletica leggera riservate alle selezioni nazionali.

## Bilancio nelle competizioni internazionali
La nazionale polacca di atletica leggera vanta 22 partecipazioni ai Giochi olimpici estivi su 29 edizioni disputate, con un bottino di 29 medaglie d'oro, 20 d'argento e 17 di bronzo.
L'atleta polacco più medagliato alle Olimpiadi è la velocista e lunghista Irena Szewińska, che in carriera ha conquistato 7 medaglie olimpiche, di cui tre d'oro, due d'argento e due di bronzo tra il 1964 e il 1980.
Per quanto riguarda il bilancio della Polonia ai Mondiali, essa occupa l'11ª posizione nel medagliere della competizione outdoor, mentre è in 24ª posizione in quello delle gare al coperto. Relativamente ai campionati continentali, agli Europei la Polonia è posizionata al 6º posto del medagliere generale.